# Fake Love (bài hát của BTS)
"Fake Love" là một bài hát tiếng Hàn và tiếng Nhật của nhóm nhạc nam Hàn Quốc BTS. Nó được viết bởi "Hitman" Bang, RM và Pdogg, với tư cách là nhà sản xuất. Phiên bản tiếng Hàn được phát hành thông qua Big Hit Entertainment vào ngày 18 tháng 5 năm 2018, như bài hát chủ đề trong album phòng thu thứ ba Love Yourself: Tear (2018) của nhóm. Columbia Records đã đưa bài hát lên đài phát thanh hit đương đại của Hoa Kỳ vào ngày 12 tháng 6 năm 2018, dưới dạng đĩa đơn trong nước. Một bản remix, có tên "Rocking Vibe", được phát hành vào ngày 4 tháng 6 năm 2018 và xuất hiện trong album tổng hợp thứ ba của nhóm, Love Yourself: Answer (2018). Phiên bản tiếng Nhật của bài hát đã được Universal Music Japan phát hành để tải kỹ thuật số và phát trực tuyến  vào ngày 16 tháng 10 năm 2018 dưới dạng một album đĩa đơn bao gồm bản remix và "Airplane Pt. 2", cả hai đều là đĩa đơn tiếng Nhật. "Fake Love" là một bài hát hip hop, grunge-rock, rap-rock và electropop dựa trên nhạc cụ rock. Lời bài hát nói về tình yêu từng được cho là định mệnh, nhưng cuối cùng lại trở thành giả tạo.
Bài hát nhận được đánh giá tích cực từ các nhà phê bình, những người ca ngợi cách sản xuất tối, âm thanh chiết trung và giọng hát của ban nhạc. Nó đã nhận được một số giải thưởng, bao gồm Bài hát của năm và Bài hát nhạc Pop xuất sắc nhất tại Korean Music Awards năm 2019 và xuất hiện trong danh sách cuối thập kỷ của NME và Consequence of Sound. Về mặt thương mại, "Fake Love" phiên bản Hàn Quốc đã ra mắt ở vị trí số 1 trên bảng xếp hạng kỹ thuật số Gaon và vị trí số 10 trên Billboard Hot 100 của Hoa Kỳ, trở thành đĩa đơn top 10 đầu tiên của nhóm tại Hoa Kỳ. Phiên bản tiếng Nhật ra mắt và đạt vị trí số 1 trên bảng xếp hạng đĩa đơn Oricon, trở thành đĩa đơn bán chạy thứ 12 năm 2018 tại Nhật Bản. Nó đã được chứng nhận Bạch Kim cho doanh số tải xuống trực tuyến và kỹ thuật số bởi Hiệp hội Nội dung Âm nhạc Hàn Quốc (KMCA) và Bạch Kim kép bởi Hiệp hội Công nghiệp Ghi âm Nhật Bản (RIAJ).
Hai video âm nhạc, cho bản gốc và bản remix, do YongSeok Choi làm đạo diễn. Ra mắt vào ngày 18 tháng 5 năm 2018, video đầu tiên tiếp nối mạch truyện trong vũ trụ BTS của nhóm và mô tả nhóm nhảy múa trên nhiều bối cảnh khác nhau. Video thứ hai, phiên bản mở rộng của video đầu tiên, được phát hành vào ngày 1 tháng 6 năm 2018 và có thêm một số cảnh quay. Màn trình diễn đầu tay của "Fake Love" tại Billboard Music Awards năm 2018 đã nhận được những đánh giá tích cực từ giới phê bình. BTS sau đó đã quảng bá bài hát bằng các buổi biểu diễn trực tiếp trên truyền hình trên một số chương trình âm nhạc của Hàn Quốc vào năm 2018, bao gồm M! Countdown, Music Bank và Inkigayo. Nó cũng được đưa vào danh sách bài hát của Love Yourself World Tour (2018–19).

## Bối cảnh và phát hành
BTS khởi động chuỗi album Love Yourself với việc phát hành mini album thứ năm Love Yourself: Her vào năm 2017. Vào ngày 16 tháng 4 năm 2018, nhóm đã công bố phần tiếp theo của Love Yourself: Her  dưới dạng album phòng thu tiếng Hàn thứ ba của nhóm, Love Yourself: Tear. "Fake Love" đã được xác nhận là một phần của Love Yourself: Tear, khi nhóm chia sẻ danh sách bài hát của album. Vào ngày 14 tháng 5 năm đó, nó được công bố là bài hát đầu tiên của album. Bài hát được viết bởi "Hitman" Bang, RM và nhà sản xuất Pdogg. Nó được điều chỉnh bởi Pdogg và Jeong Wooyeong, trong khi phần hòa âm do James F. Reynolds tại Schmuzik Studios phụ trách. Giọng hát phụ cho bài hát được thực hiện bởi thành viên Jungkook cùng với Supreme Boi. BTS đã thu âm bài hát tại Big Hit Studios ở Seoul, Hàn Quốc.